# Mitsubishi 2MR
Mitsubishi 2MR (яп. 一〇式艦上偵察機) — серийный палубный самолёт-разведчик Императорского флота Японии 20-х годов 20 века.

## История создания
В начале 1920-х годов Императорский флот Японии начал развивать свою программу построения авианесущего флота. Разработка палубных самолётов была поручена фирме Mitsubishi. Руководство фирмы пригласило на свой новый авиастроительный завод группу из семи конструкторов фирмы «Sopwith» под руководством ведущего инженера Герберта Смита (англ. Herbert Smith). Конструкторам была поставлена задача разработки всей номенклатуры самолётов для размещения на авианосцах: истребитель, торпедоносец, разведчик.
Самолёты разрабатывались практически параллельно, и технические решения, заложенные в проект истребителя, часто автоматически переносились в проект разведчика. В отличие от истребителя Mitsubishi 1MF, разведчик Mitsubishi 2MR был двухместным и имел большие габариты. Размах крыльев увеличился на 3 метра, длина — на метр. Но при этом масса увеличилась не очень сильно, поэтому было решено применить тот же двигатель — Mitsubishi Hi V-8 (лицензионный вариант двигателя «Hispano-Suiza-8» фирмы Hispano-Suiza)
Конструктивно 2MR был цельнодеревянным бипланом с полотняной обшивкой. В носовой части располагался двигатель, сверху которого были установлены два 7,7-мм пулемёта «Vickers-E». В открытой задней кабине стрелка-наблюдателя располагались два спаренных 7,7-мм пулемёта на турели. Кроме того, под крыло и фюзеляж можно было подвешивать три 30-кг бомбы.
Первый прототип поднялся в воздух 12 января 1922 года. Он имел радиатор автомобильного типа, тупой нос и киль, характерный для самолётов фирмы «Sopwith».
Испытания прошли успешно и самолёт был принят на вооружение под названием «морской разведывательный самолёт Тип 10 Модель 1» (2MR1). В апреле 1923 года начались испытания самолёта на борту авианосца «Хосё», которые также прошли успешно.
Вскоре появился новый усовершенствованный вариант 2MR2, или «Тип 10 Модель 2», который имел новый округлый нос и радиатор «Lamblin» под нижним крылом, а также переработанную конструкцию вертикального оперения. Кабина пилота была смещена вперёд под верхнее крыло.
Версия 2MR3 имела переделанный киль и изменённый радиатор.
Основной, наиболее массовый вариант 2MR4 также был последней боевой моделью. У неё были закругленные концовки крыльев, увеличена площадь крыльев, место пилота было сдвинуто назад, как в первой версии.
В 1928 году разведчики 2M получили новое обозначение соответствии с «короткой» системой обозначения самолётов, подобная той, которая до 1962 года использовалась морской авиацией США — буквенно-цифровая комбинация.
Кроме того, на базе 2MR было разработано несколько типов учебных самолётов, самолёты-разведчики для ВВС Императорской армии Японии 2MR7 и Mitsubishi 2MR8, а также торпедоносец Mitsubishi B2M.

## Тактико-технические характеристики (2MR)

### Технические характеристики
- Экипаж: 2 человек
- Длина: 7,93 м
- Размах крыльев: 12,04 м
- Площадь крыла: 37,7 м2
- Масса пустого: 980 кг
- Масса снаряженного: 1 320 кг
- Двигатели: Mitsubishi Hi V-8
- Мощность: 300 л. с.

### Летные характеристики
- Максимальная скорость: 204 км/ч
- Продолжительность полета: 3 ч 30 мин

### Вооружение
- Пулемётное:
  - 2×7,7-мм стационарных пулемёта (огонь вперед)
  - 2×7,7-мм пулемёта на турелях
- Бомбовая: 3х30-кг бомб

## Модификации
- 2MR1 — начальная версия с радиаторами автомобильного типа; флотское обозначение «Тип 10 Модель 1»
- 2MR2 — версия с радиаторами фирмы «Lamblin», кабина пилота смещена вперед; флотское обозначение «Тип 10 Модель 2»
- 2MR3 — версия с увеличенной площадью крыльев
- 2MR4 — финальная версия; закругленные закрылки; кабина пилота смещена назад
- Karigane — улучшенная версия прототипа разведчика, предназначена как для флота, так и армии (1 экз.)
- 2MRT1 — промежуточная учебная версия 2MR1
- 2MRT1A — промежуточная учебная версия, изменён киль
- 2MRT2 — промежуточная учебная версия 2MR2
- 2MRT2A — учебный вариант 2MR3
- 2MRT3 — промежуточная учебная версия; радиатор размещён под крыльями
- 2MRT3A — финальная учебная версия
- R-1.2 Trainer — гражданский учебный вариант самолёта 2MR1
- R-2.2 Trainer — гражданский учебный вариант самолёта 2MR2
- Mitsubishi R-4 — переработанный вариант 2MR4 для гражданского использования с закрытой кабиной (2 экз. переработанные)
- 2MR7 — армейский разведчик ближнего радиуса действия
- 2MR8 — армейский разведчик-моноплан (не связан с бипланом 2MR)

## История использования
Разведчики Mitsubishi 2MR активно использовались во второй половине 1920-х годов, входя в состав авиагрупп авианосцев «Хосё», «Акаги», «Кага» и «Рюдзё».
Всего было построено 159 самолётов. Обычно в составе авиагруппы было 3-4 разведчика 2MR. В 1932 году 2MR начали постепенно выводиться из состава палубных авиагрупп, но часть из них приняла участие в боевых действиях во время Шанхайского инцидента в 1932 году (вооруженного конфликта между Японией и Китаем).
После снятия с вооружения в боевых частях самолёты 2MR использовались в основном как учебные. В начале 30-х годов конструкция этой удачной машины стала базой для разработки нового поколения боевых самолётов.